# Kozma Tibor (református lelkész)
Kozma Tibor (Szabadka, 1909. december 3. – Kolozsvár, 1981. január 19.) református lelkész, egyházi író. Kozma Zsolt atyja.

## Életútja
Középiskoláit a kolozsvári Református Kollégiumban (1927) végezte, majd ugyancsak Kolozsvárt, a Református Teológián szerzett lelkészi képesítést (1931), ugyanott teológiai magántanári oklevelet (1941), majd az egyetemi szintű Egységes Protestáns Teológiai Intézetben teológiai doktori címet (1965). 1934-46 között lelkész Árpástón, majd Szilágypanitban, 1947-50 között vallástanár a zilahi Wesselényi Kollégiumban. 1958-60-ban lelkipásztor Kolozsváron, 1961-76 között teológiai tanár.
Első tanulmányát Az Út közölte (1935), utána 1937-38-ban Bázelben egészítette ki teológiai tanulmányait, ahol Karl Barth tanítványa volt. Svájci tanulmányútjáról ugyancsak Az Útban számolt be (1939. 213, 245, 279, 295). Jelentősebb tanulmányai ugyancsak Az Útban: Relatív és egzisztenciális döntés (1938. 162-177), Isten és a Sátán (1941. 186, 204, 220), A keresztyénség értelme (1943. 195-206); a Református Szemlében: A Szentírás jobb megértéséért (1969. 27-47), Szempontok az engedelmes textuskezeléshez (1978. 12-21).

## Kötetei
- Téma és textus a prédikációban (Kolozsvár, év nélkül)
- Az "imago Dei" problémája és a prédikált Ige (Kolozsvár, 1942)
- A református istentisztelet elvi alapvonalai (Kolozsvár, 1966)